# Plymouth Road Runner
Plymouth Road Runner — спеціальна версія автомобілів Plymouth Belvedere і Plymouth Satellite побудована відповідно до концепції muscle car американською автомобільною компанією Plymouth, що належить Chrysler Corporation, вироблена в 1968-1975 роки.

## Перше покоління (1968–1970)

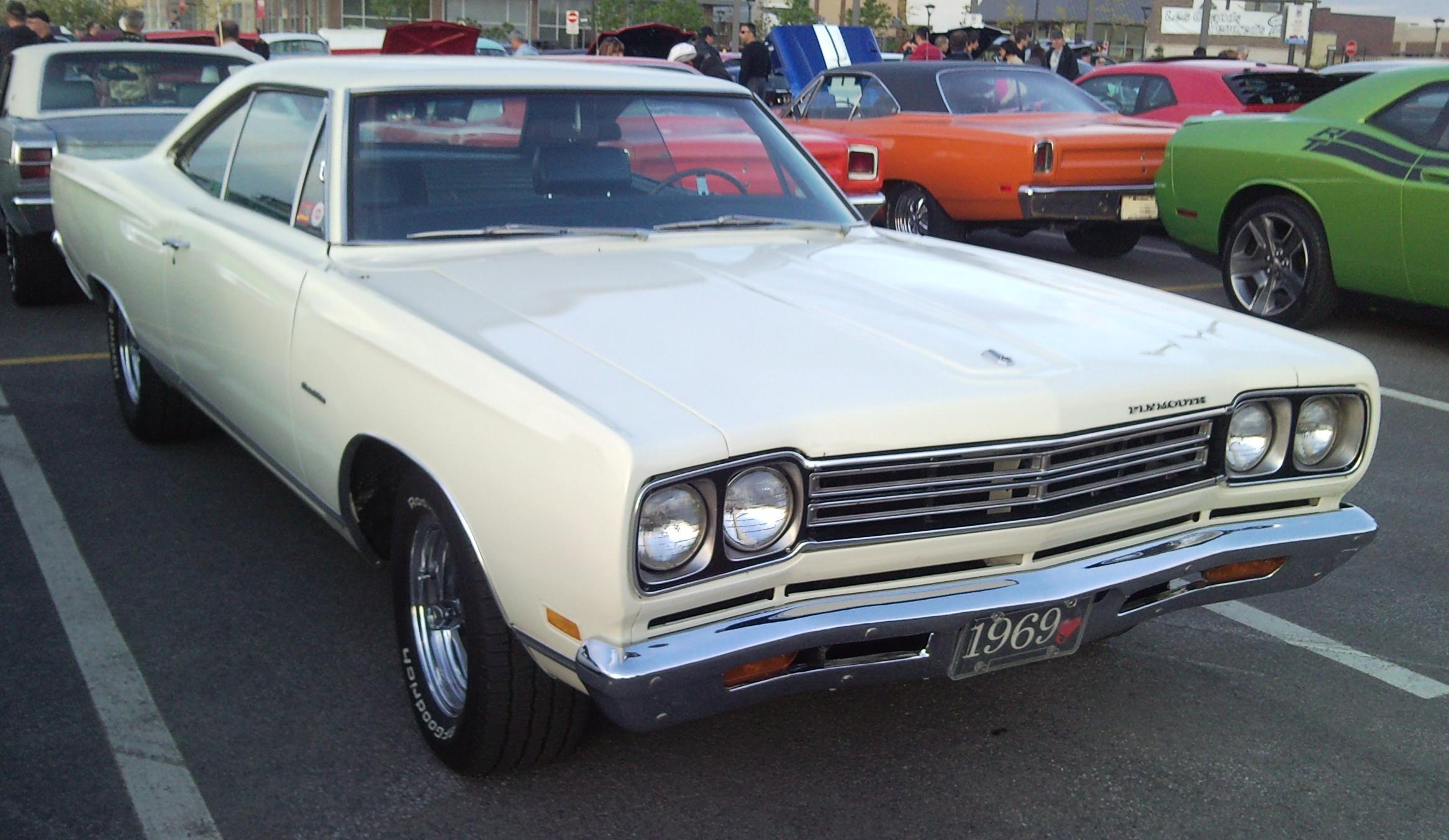
Plymouth Road Runner 1

В 1970 році на основі Plymouth Road Runner створено Plymouth Superbird.
- 6.3 л 335 к.с. V8
- 7.0 л Hemi V8
- 7.2 л V8

## Друге покоління (1971–1974)

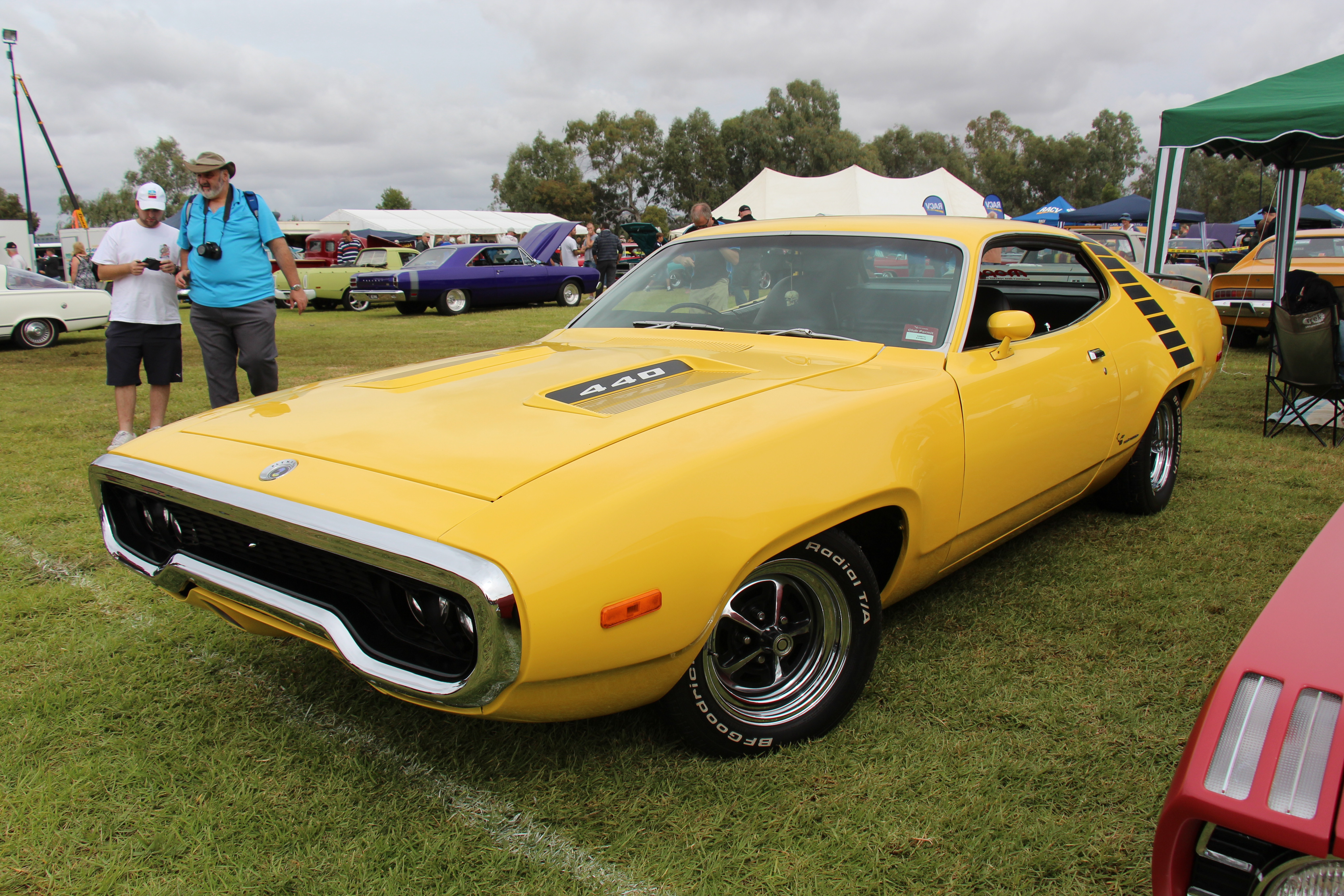
Plymouth Road Runner 2

- 5.2 л V8
- 6.6 л V8
- 5.6 л V8
- 7.2 л V8
- 7.0 л Hemi V8
- 6.3 л V8

## Третє покоління (1975)

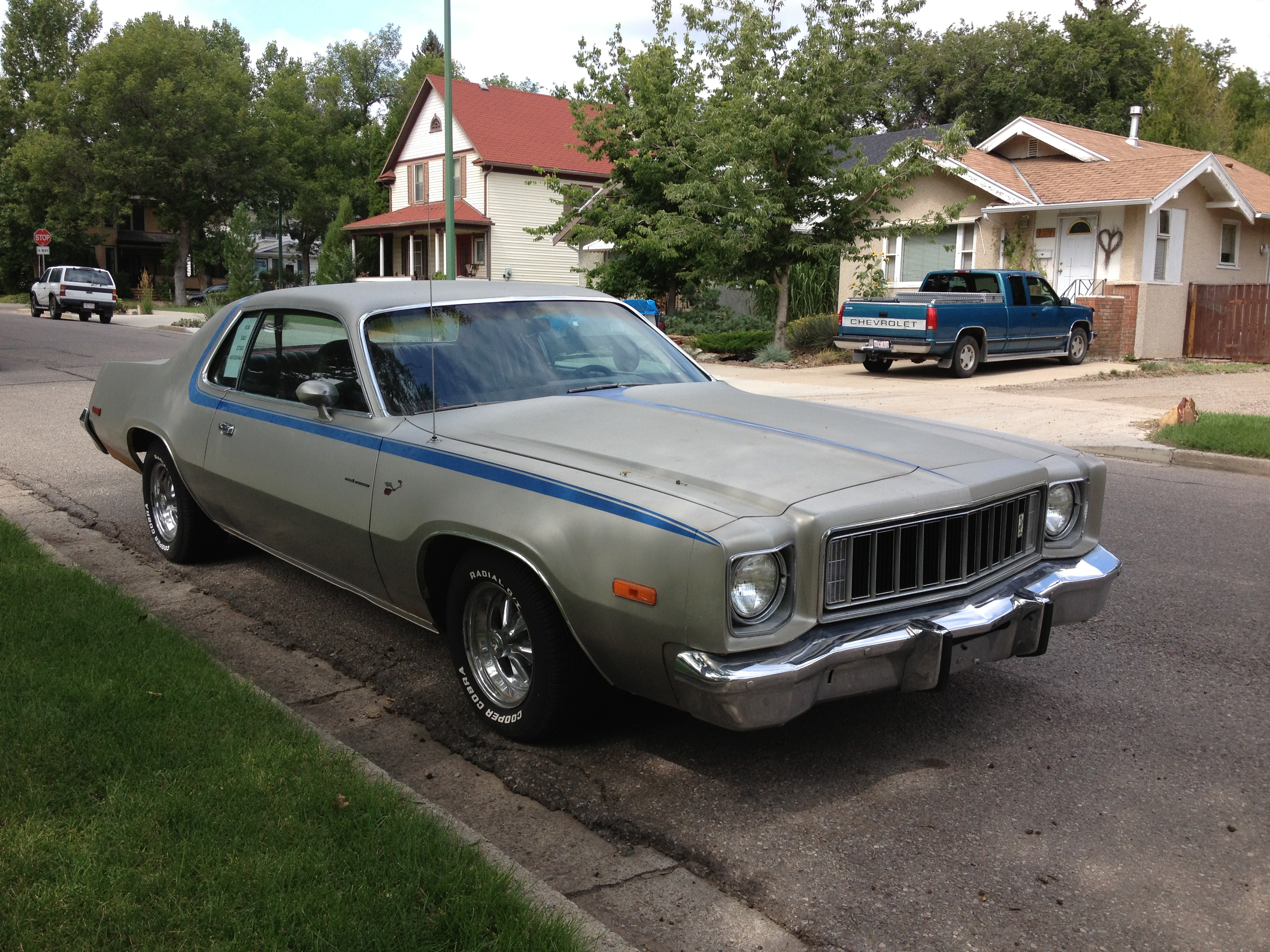
Plymouth Road Runner 3

- 5.2 л V8
- 5.9 л V8
- 6.6 л V8
- 7.2 л V8

## Четверте покоління (1976-1980)

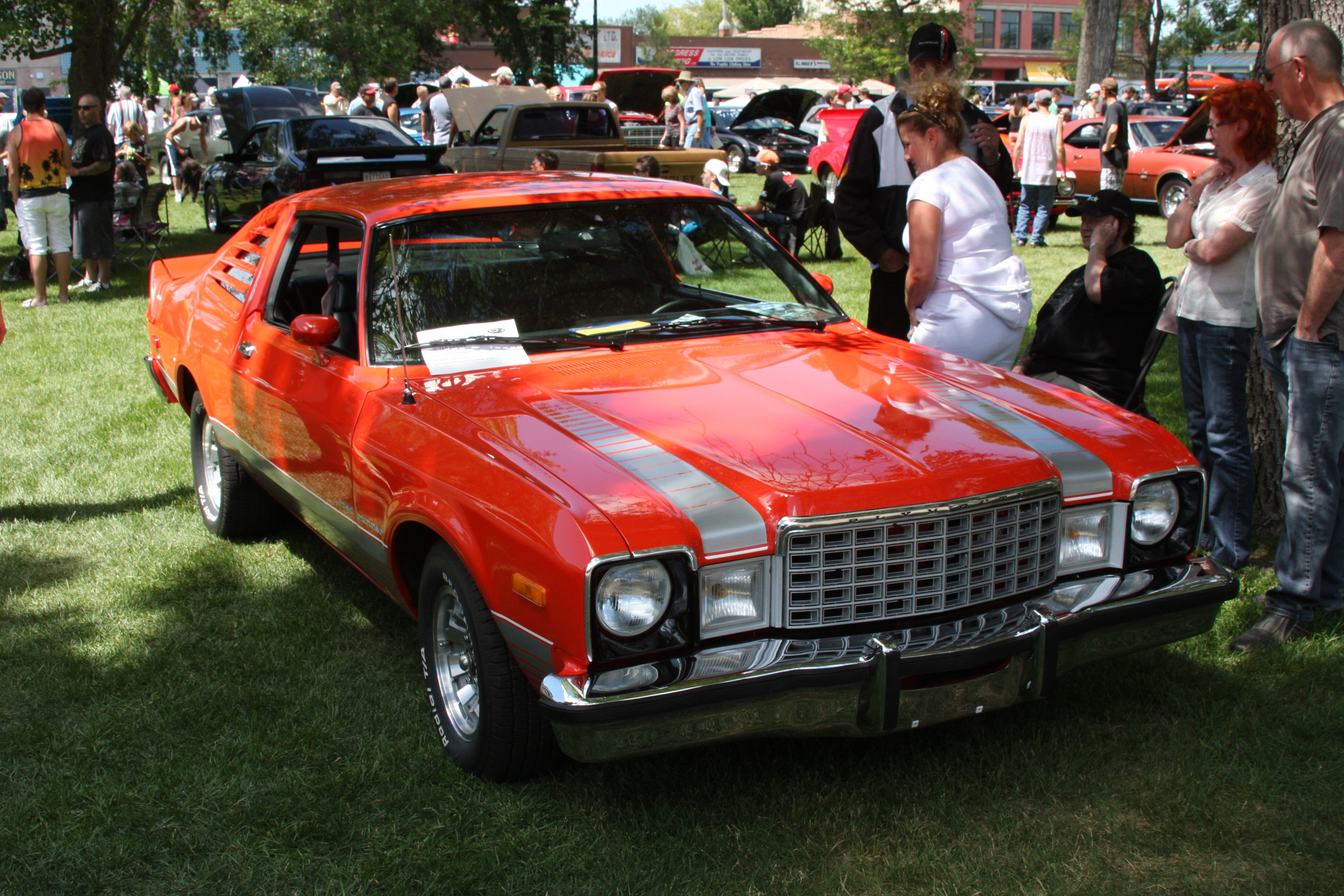
Plymouth Road Runner 4

- 3.7 л І6
- 5.2 л V8
- 5.9 л V8